# Паннонхальма (аббатство)
Паннонха́льма (венг. Pannonhalmi Bencés Főapátság) — католическое территориальное аббатство в Венгрии, в городе Паннонхальма (в 20 км к юго-востоку от Дьёра). Принадлежит бенедиктинцам. Старейший монастырь Венгрии, второе по величине католическое аббатство мира после Монтекассино. Аббат монастыря руководит территориальным аббатством, которое представляет собой особую церковную единицу, подчиняющуюся напрямую Святому Престолу, полностью независимую от других церковных структур и созданную для духовного окормления мирян. В немецкоязычных источниках иногда называется Мартинсберг (нем. Martinsberg). В 1996 году внесён в список культурного наследия ЮНЕСКО.
Монастырь был основан в 996 году. Аббатство Паннонхальма построено на вершине холма св. Мартона (Мартина) высотой 282 метра. Название холма связано с преданием, что именно здесь родился святой Мартин Турский.
Архитектурный ансамбль аббатства формировался постепенно. На протяжении истории Паннонхальма неоднократно разорялась, при восстановлении зданий в них привносились черты более поздних архитектурных стилей. В строениях комплекса присутствуют романские, готические, барочные и ампирные черты.

## История
Аббатство было основано в 996 году отцом короля Иштвана Святого князем Гезой и вскоре после основания стало главным центром монашеской жизни в Венгрии. Предание о рождении на этом месте святого Мартина Турского придавало авторитет монастырю, как основанному на святом месте. Иштван Святой даровал аббатству целый ряд привилегий, первым аббатом Паннонхальмы стал Астрик.
Первоначальная церковь была, вероятно, романской, но от неё ничего не сохранилось, в XII—XV веках она несколько раз перестраивалась, пока в 1486 году при Матьяше Корвине ещё одна перестройка не придала ей чисто готический облик.

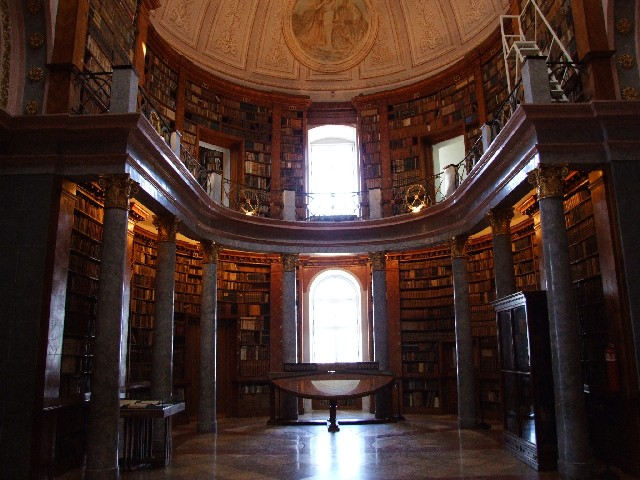
Монастырская библиотека

В 1541 году Паннонхальма получила статус архиаббатства. В связи с надвигающейся османской угрозой, в XVI веке были построены мощные стены, превратившие монастырь в крепость. Тем не менее несколько раз в XVI—XVII веках монахи вынуждены были оставлять аббатство туркам, которые уничтожили часть построек. После ликвидации османского ига в начале XVIII века в аббатстве были проведены большие строительные и восстановительные работы. Преобладающим архитектурным стилем этих построек стал барокко, однако два наиболее новых сооружения монастыря, придавших ему современный облик, а именно колокольня и новое здание библиотеки, были построены в стиле классицизм.
В 1944 году в монастыре под эгидой Международного Красного Креста скрывали евреев от нацистского геноцида.
В 1945 году собственность ордена и школы, где преподавали бенедиктинцы, были конфискованы коммунистическим властями. После падения коммунизма в 90-е годы всё конфискованное было возвращено законным владельцам. В 1995 году накануне тысячелетнего юбилея аббатства в монастыре проводились реставрационные работы. В 1996 году, в год юбилея, аббатство посетил папа Иоанн Павел II, и тогда же оно получило статус объекта Всемирного наследия ЮНЕСКО. Также Паннонхальму посещали Патриарх Московский и всея Руси Алексий II (1994), Патриарх Константинопольский Варфломей и Далай-лама (2000).

## Современное состояние

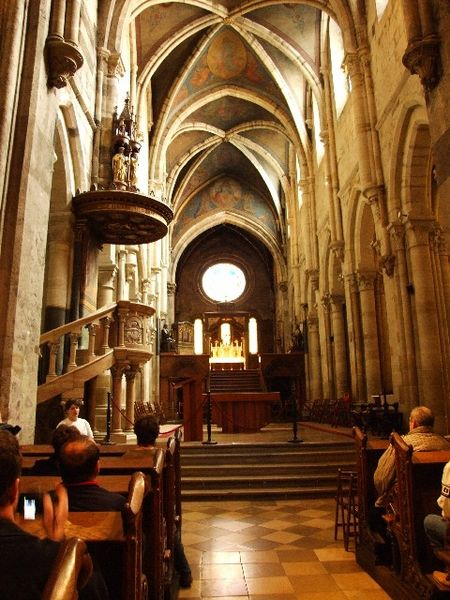
Интерьер базилики

Аббатство Паннонхальма — действующий монастырь бенедиктинского ордена. Для посещения туристами и паломниками открыта часть территории. По данным на 2004 год в нём проживало 47 монахов, из них 14 священников. При монастыре открыт бенедиктинский колледж для мальчиков. Монахи Паннонхальмы ведут пастырскую работу в 15 расположенных рядом с монастырём церковных приходах. С 1991 года по 2018 год монастырь возглавлял аббат Имре Астрик Варсеги (Várszegi Imre Asztrik).

## Достопримечательности

### Базилика
Базилика Святого Мартина — наиболее значительное сооружение монастыря. Самая её старая часть — раннеготическая крипта XII века, самая новая — колокольня в стиле классицизм, пристроена к базилике в 1832 году. Первое значительное расширение церкви произошло при короле Матьяше Корвине, когда были достроены восточный рукав трансепта и часовня Святого Бенедикта. В период турецкой оккупации интерьер церкви был полностью уничтожен. В 1720-х годах проводилось его восстановление, кроме того ряд работ в базилике был выполнен в 1860-х годах, когда были созданы главный алтарь, амвон, потолочные фрески и витражи верхнего ряда. Южный портал церкви, ведущий из клуатра, носит название Порта-Специоза (лат. Украшенный вход) и выполнен из красного мрамора и песчаника. Клуатр монастыря приобрёл свой современный вид в конце XV века.

### Библиотека
Монастырская библиотека — крупнейшее негосударственное книжное собрание страны. Насчитывает около 360 тысяч томов, самые древние датируются XI веком. Среди них и древнейший памятник венгерской письменности — учредительная грамота Тиханьского аббатства (1055 год). Здание библиотеки построено в 1820-е годы.

### Трапезная
Трапезная монастыря построена в барочном стиле в ходе работ в монастыре в 1720-е годы. Роспись стен проводил швейцарский мастер Давид Фоссати в 1728—1730 годах. Шесть библейских сцен, изображённых на стенах, тематически связаны с едой: искушение Христа в пустыне, Валтасаров пир и т. д. Роспись потолка представляет деяния Иштвана Святого.

### Часовня Богородицы
Построена в 1724 году, реконструирована в 1865 году. Первоначально предназначалась для молитв гостей монастыря и жителей окрестных сёл. В часовне три небольших барочных алтаря и маленький орган XVIII века. Крипта часовни Богородицы традиционно служила местом захоронения монахов Паннонхальмы.

### Ботанический сад и питомник
Основан при монастыре в 1820 году, в настоящее время в нём произрастает более 400 видов растений.

### Монумент 1000-летия Венгрии
Построен в 1896 году, в год 1000-летнего юбилея предполагаемой даты начала переселения венгров на Дунай.

### Винодельня
Виноградарство и виноделие было традиционным занятием монахов Паннонхальмы. Виноделие не велось в монастыре лишь в коммунистический период, поскольку виноградники монастыря были национализированы. Вековые традиции, однако, не были утеряны — после падения коммунизма и возвращения виноградников монастырю производство было возобновлено. Первый после перерыва выпуск вина состоялся в 2003 году. В настоящее время винодельческий завод занимает площадь около 2000 кв. м. Площадь виноградников — 37 гектаров.